# أوبل بليتز
أوبل بليتز (الألمانية ل «البرق») كان الاسم الذي يطلق على سلسلة الشاحنات الخفيفة والمتوسطة المختلفة التي بناها مصنع السيارات الألماني أوبل بين عامي 1930 و1975. الشعار الأصلي لهذه الشاحنة، خطان مرتبان بشكل فضفاض مثل رمز البرق في شكل حرف "Z" الممتد أفقياً، لا يزال يظهر في شعار أوبل الحالي. 

## التاريخ

### 1930
خلال السنوات التي سبقت الحرب العالمية الثانية، كانت أوبل أكبر منتج للشاحنات في ألمانيا. تم استخدام اسم Blitz أو البرق، لأول مرة على شاحنة أوبل في عام 1930.

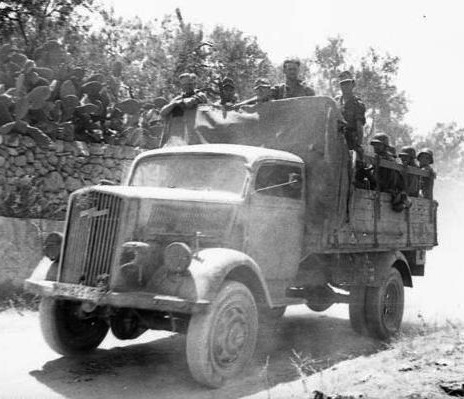
شاحنة بلتز متوسطة الوزن للفيرماخت، إيطاليا، 1944

بحلول عام 1934، تم تقديم أربعة إصدارات أساسية من النموذج الأساسي الذي يبلغ وزنه طنًا واحدًا إلى جانب أربعة عشر نسخة من الشاحنات الأكبر سعة 2 و2 نصف طن. وفقا لأحكام الاقتصاد النازية وإعادة تسلح الرايخ الثالث أمرت السلطات بناء أوبلويرك براندنبورغ المرافق في عام 1935، حيث أنتجت حتى عام 1944 أكثر من 130,000 الشاحنات الغارة وهياكلها. تم تجهيز الإصدارات متوسطة الوزن في الأصل بمحرك بنزين بقوة 68 حصان، تم استبداله في عام 1937 بمحرك بقوة 75 حصان الذي يستخدم أيضًا في سيارات الركاب أوبل أدميرال. كان هذا المحرك مشابهًا جدًا لمحركات شيفروليه من نفس الفترة، إلى درجة أنه يمكن إعادة تشغيل شاحنات بليتز التي هجرها الألمان الفارين وإعادتها إلى العمل بسهولة على الحلفاء باستخدام أجزاء من شفروليه/ جي أم.

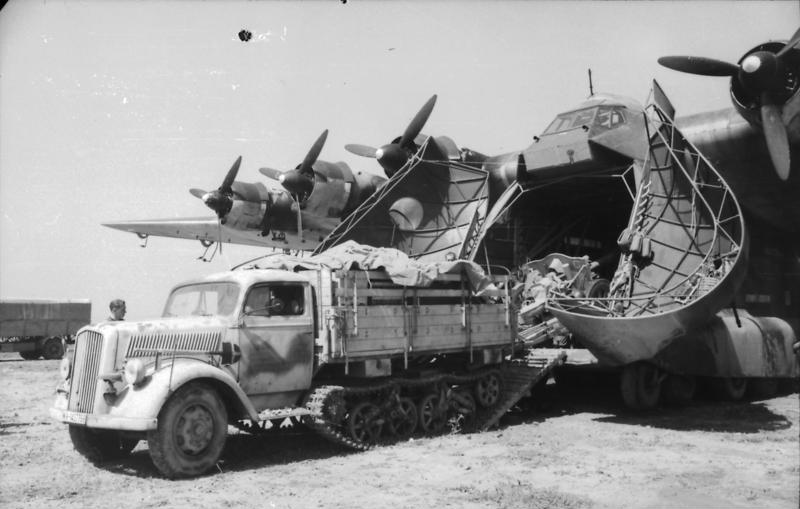
العربة نصف المجنزرة مولتيا

## المعرض

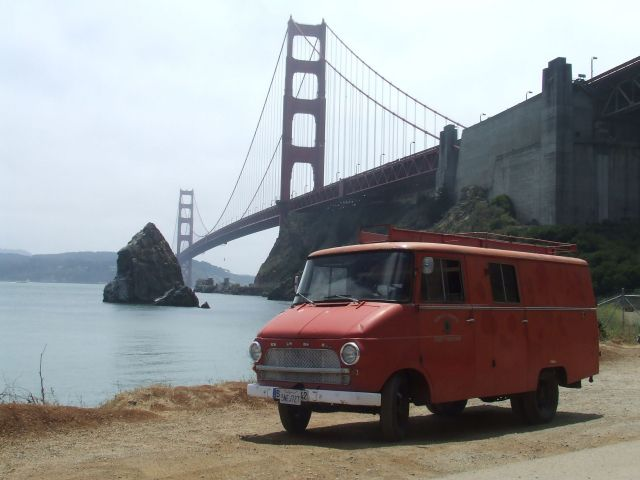
1962 Opel Blitz 1.9 to with 2.6 L engine
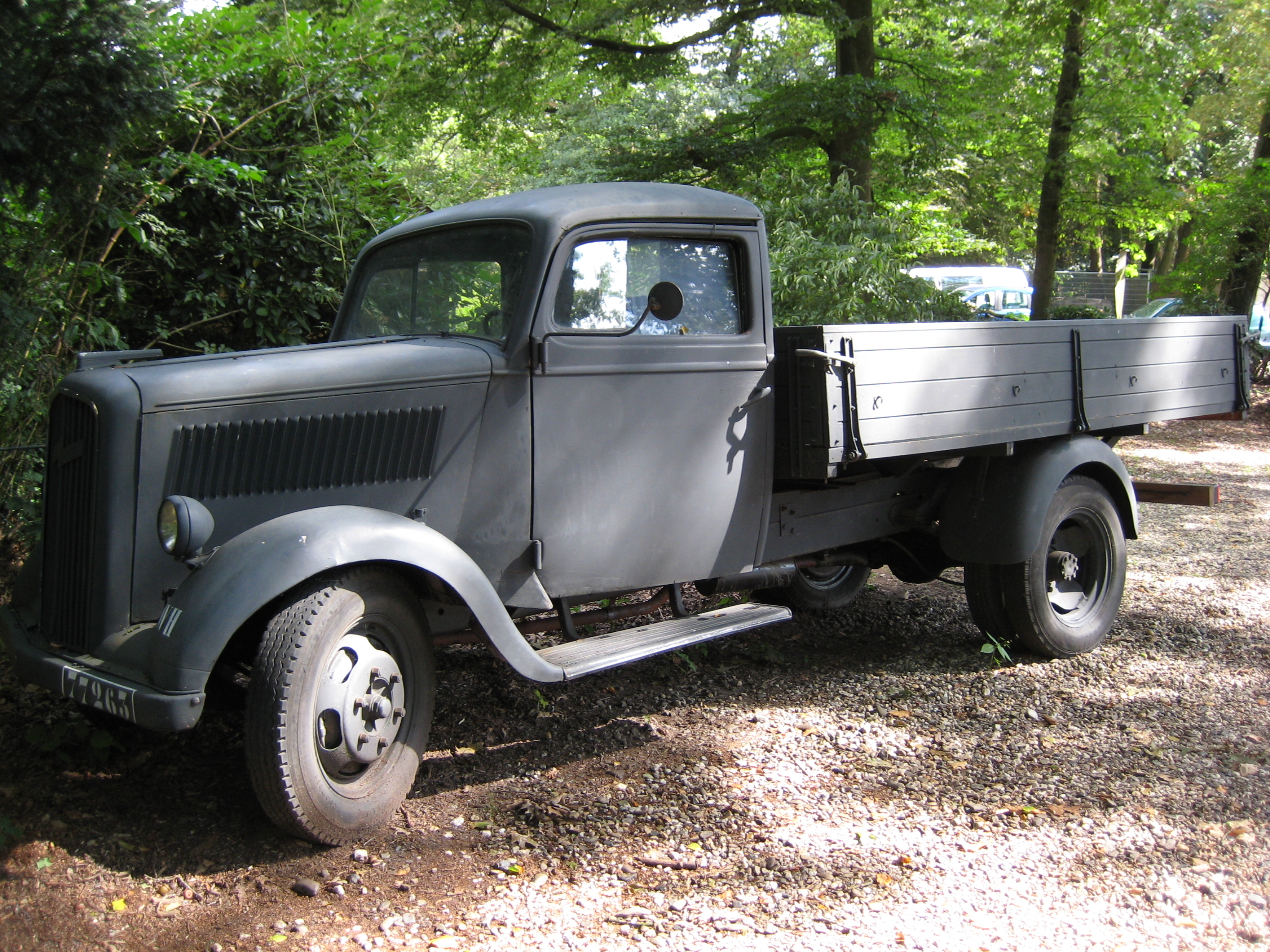
Blitz 2.5 basic model
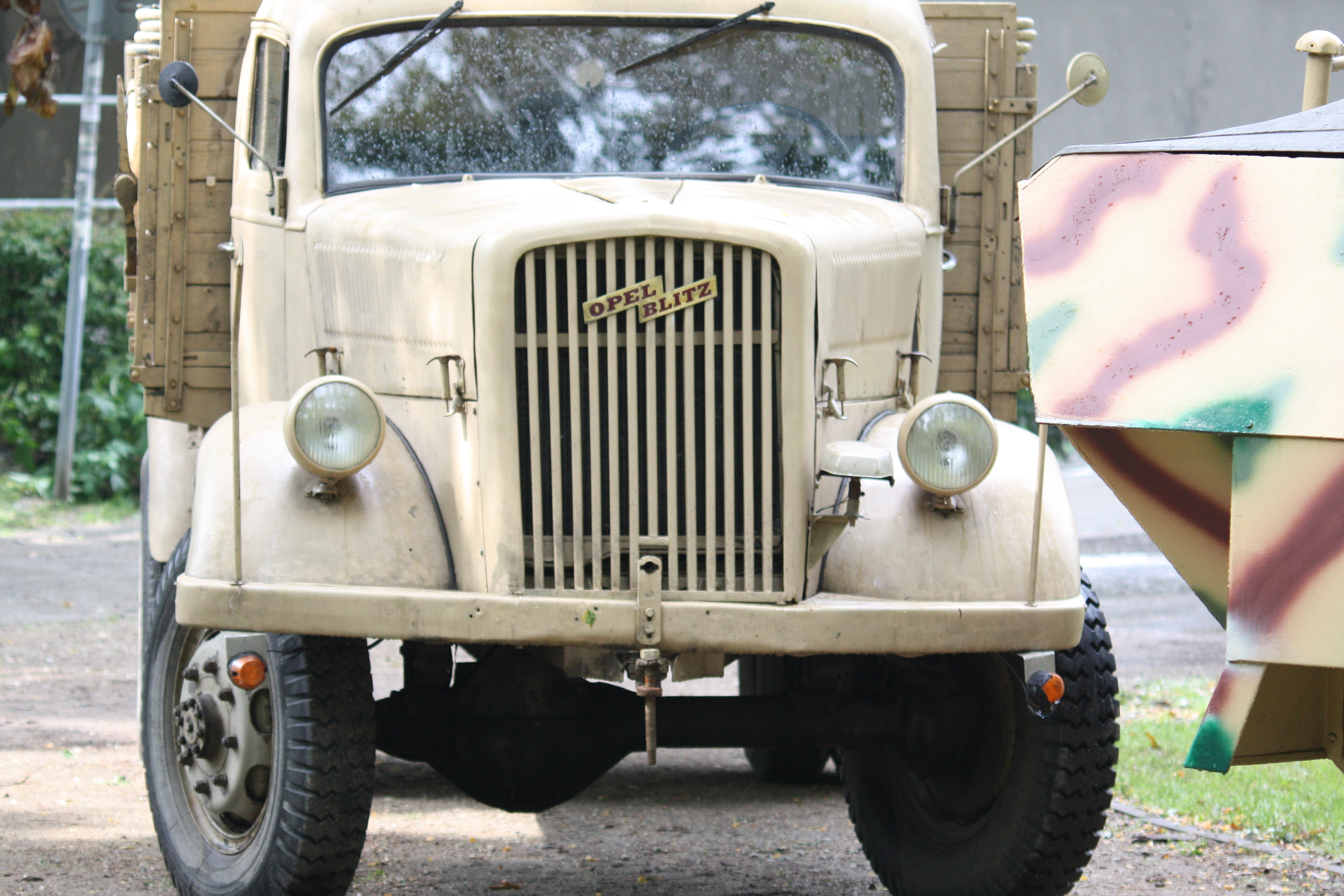
Four-Wheel Drive Blitz A 3.6 with blackout light
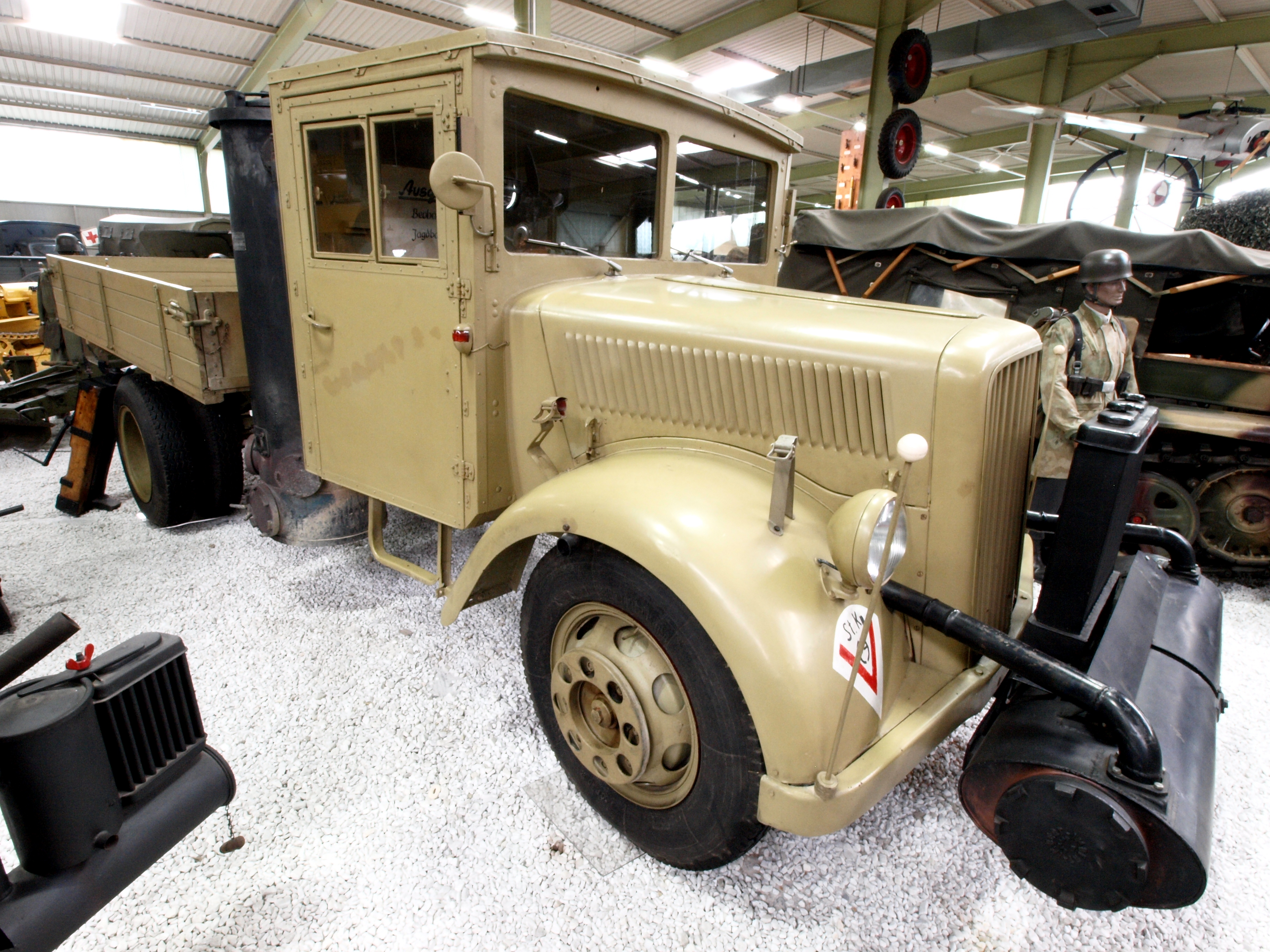
Daimler-Benz L 701 copy running on غازوجين
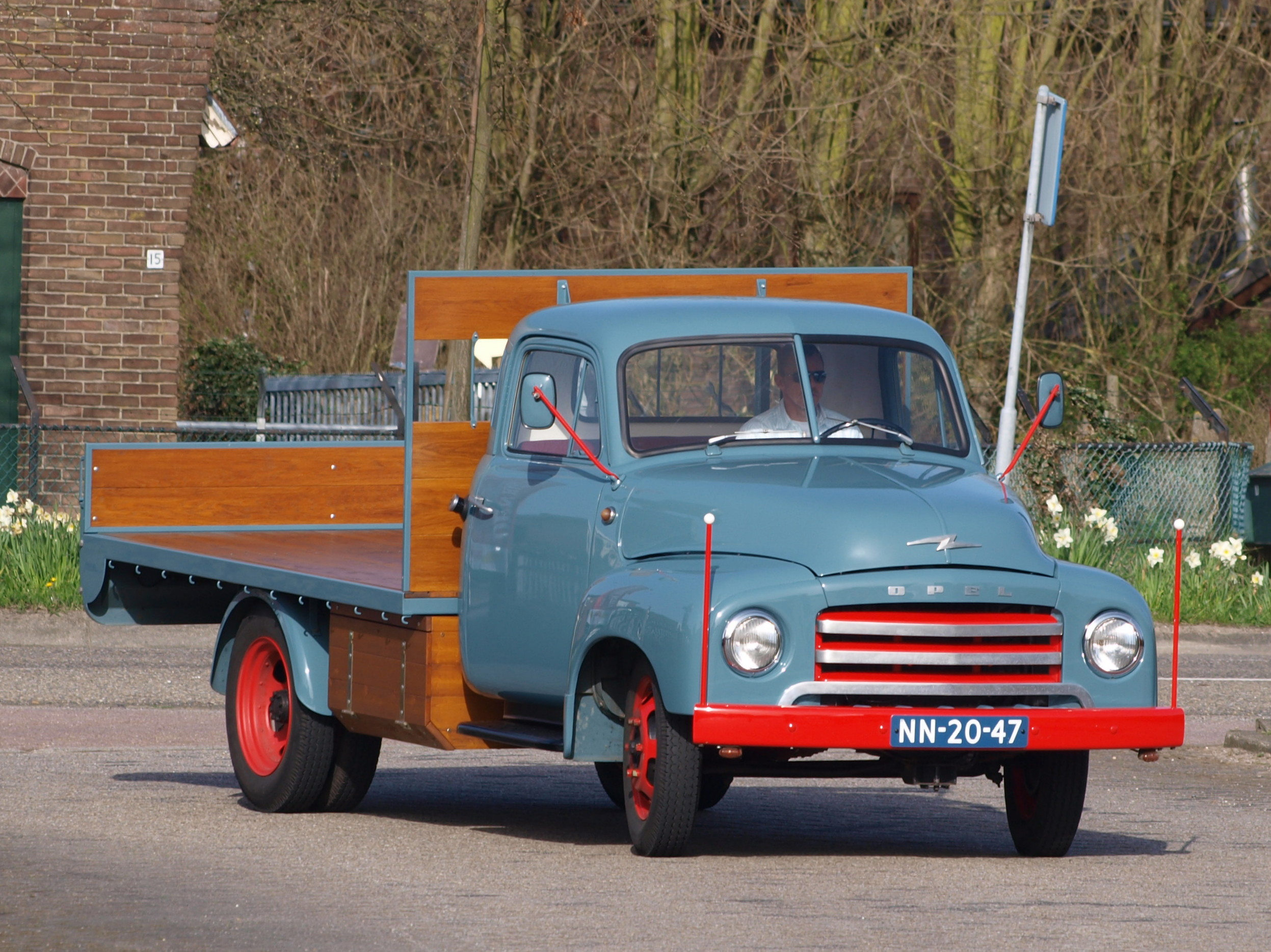
1950s Pickup Truck
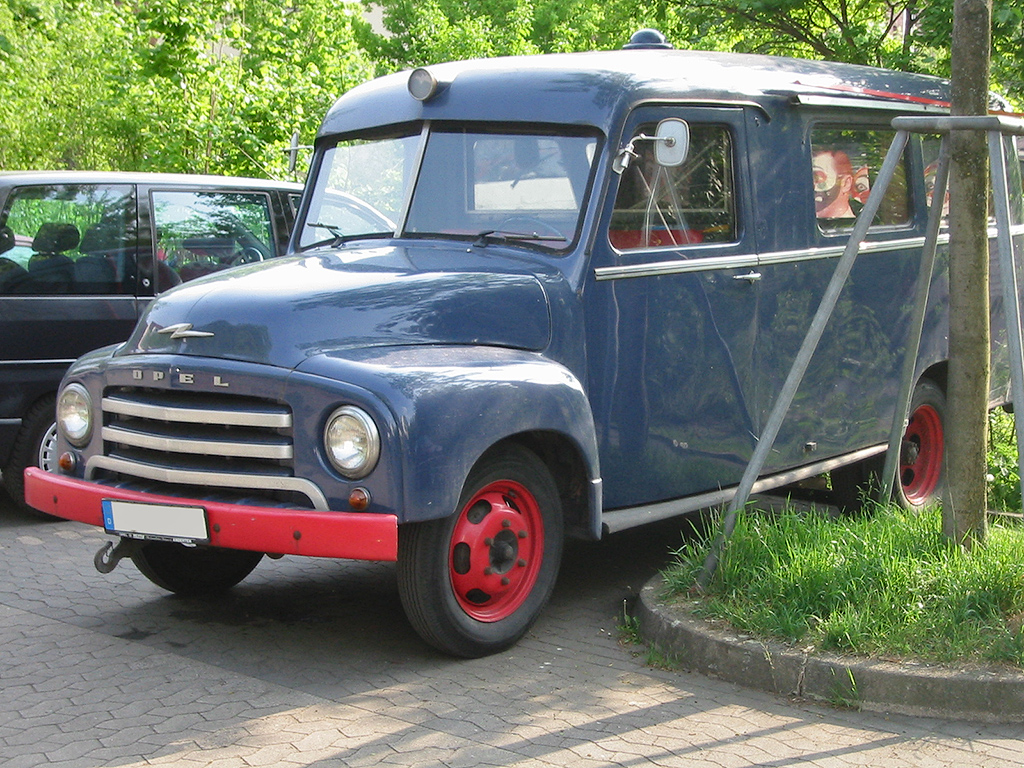
1950s panel van
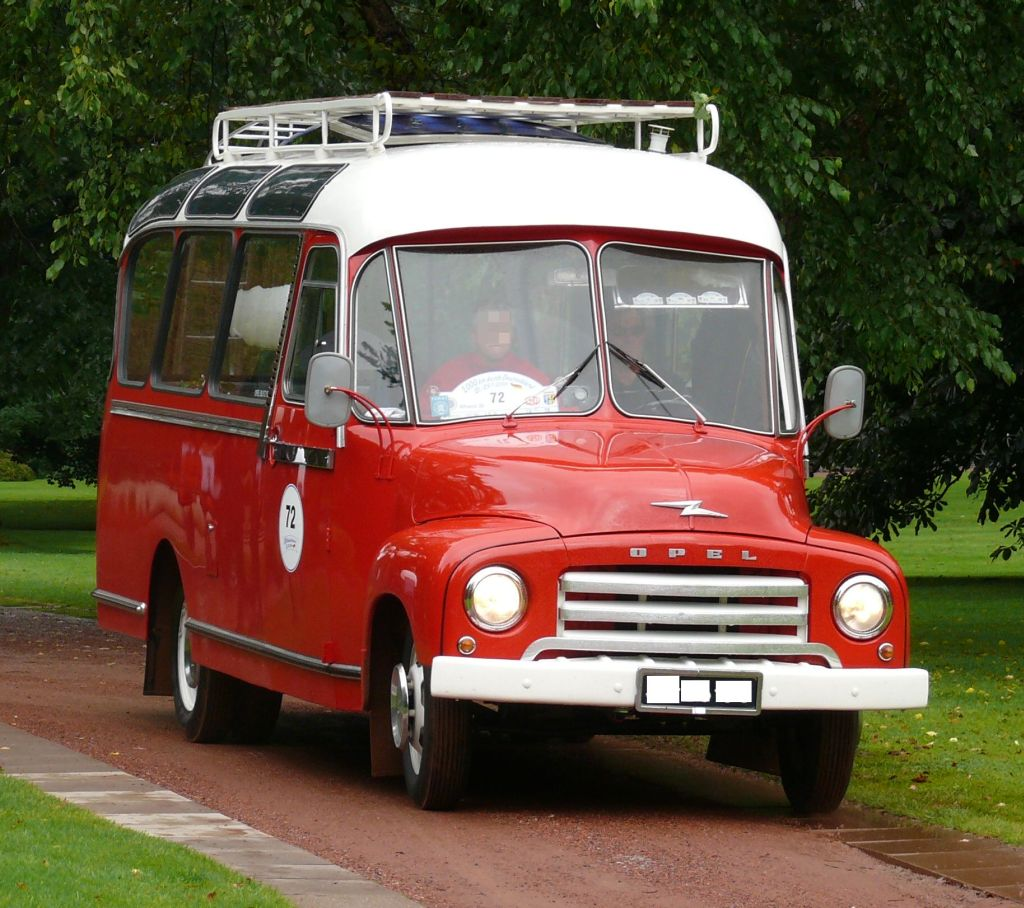
1950s Coach Body
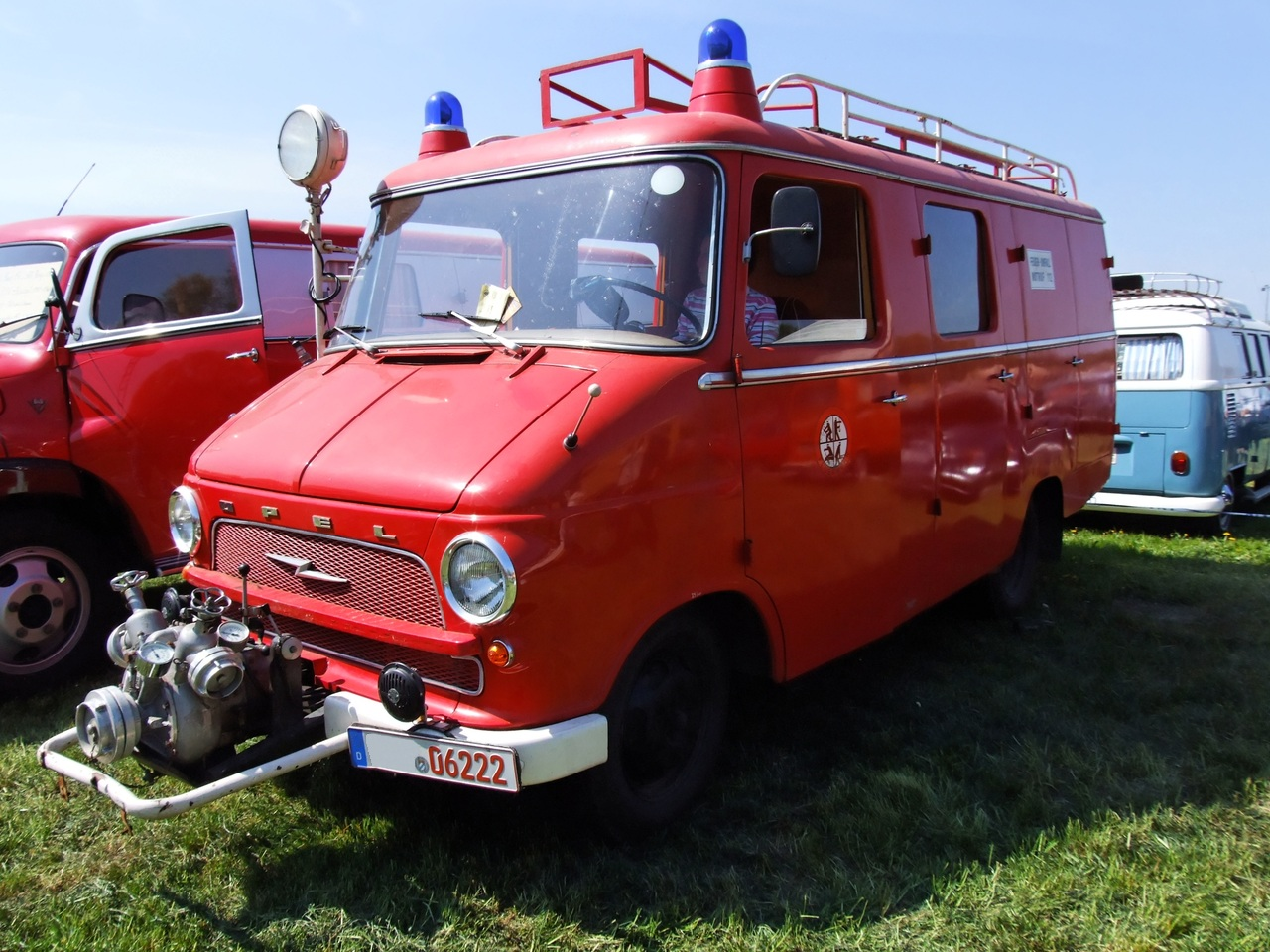
1960 Fire Brigade Truck
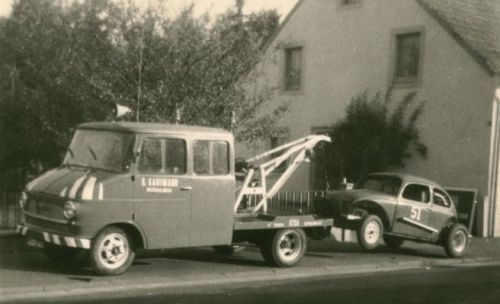
Opel Blitz A Tow Truck (Build: Kaufmann Zweibrücken, Germany)
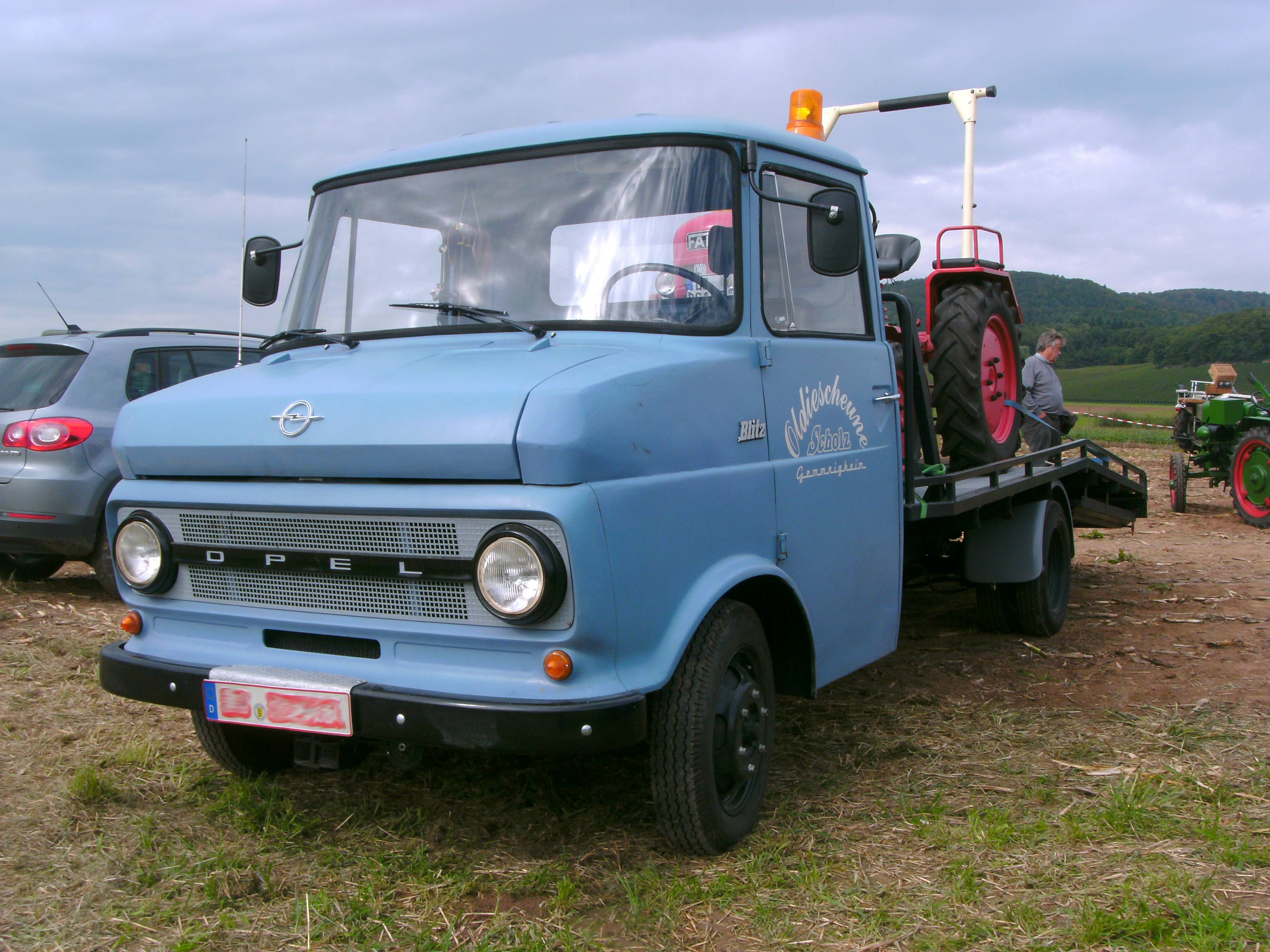
1965 Pickup Truck
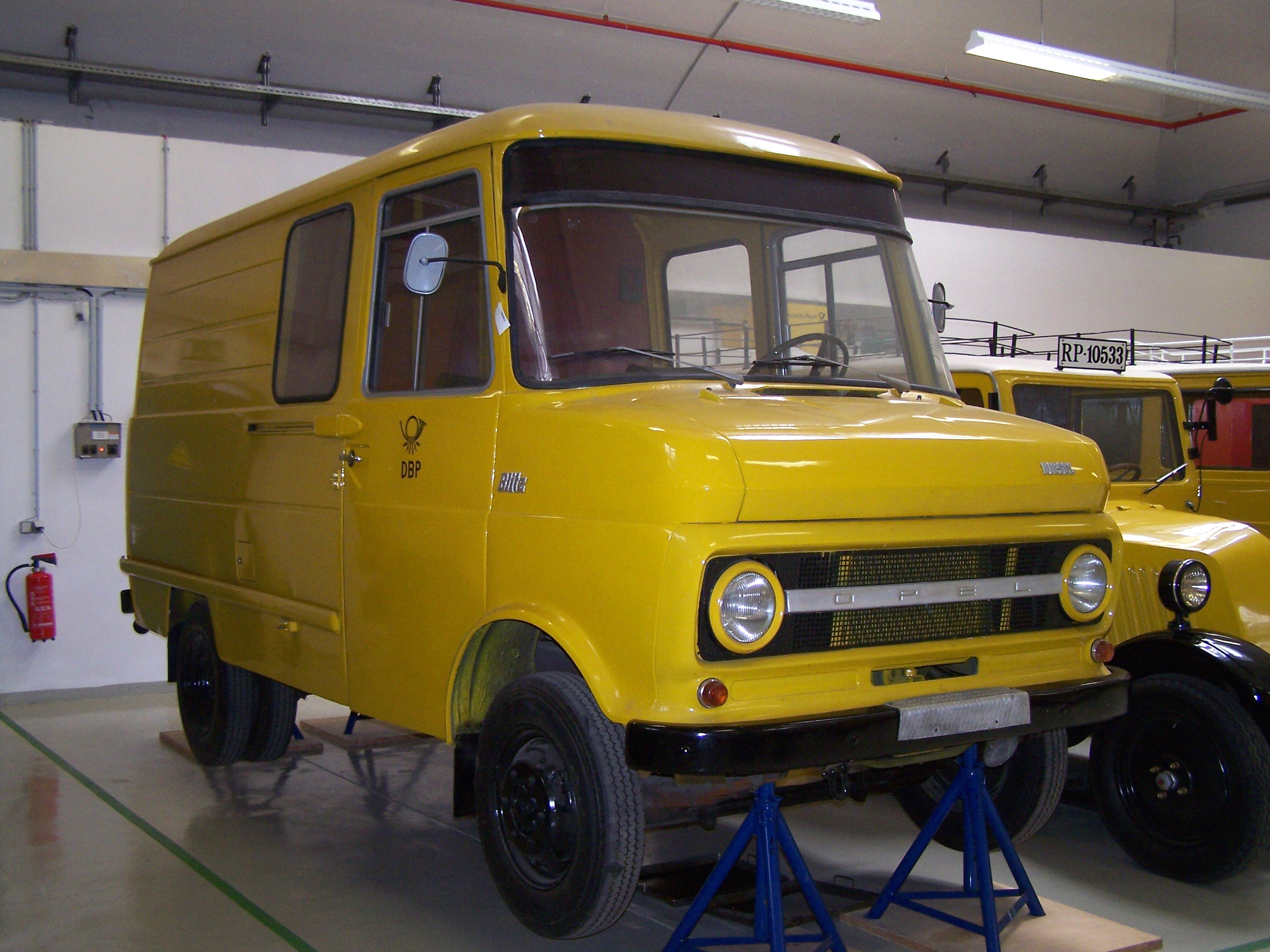
1965 مكتب البريد الاتحادي الألماني  [لغات أخرى]‏ Van
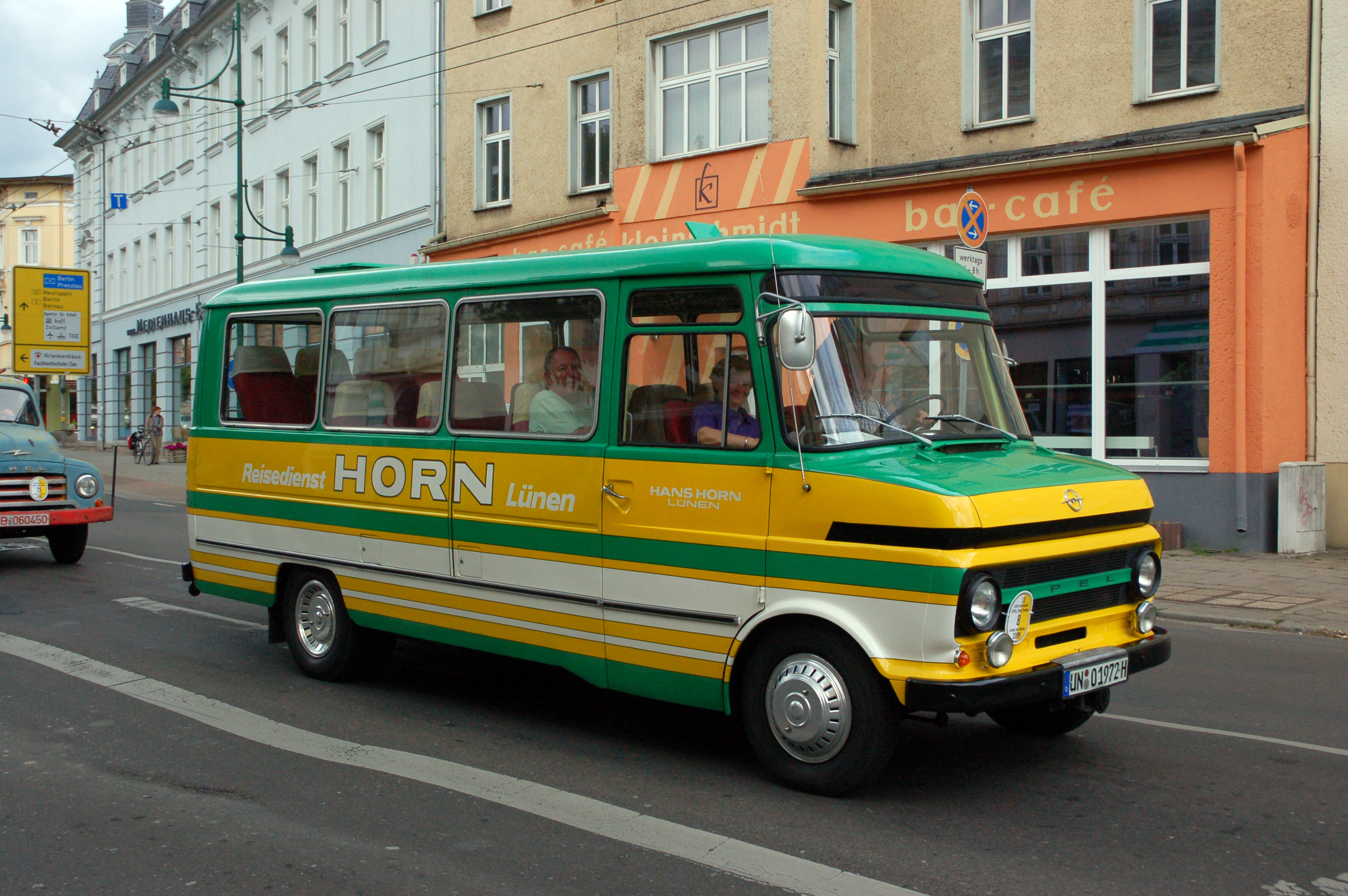
1965 Coach
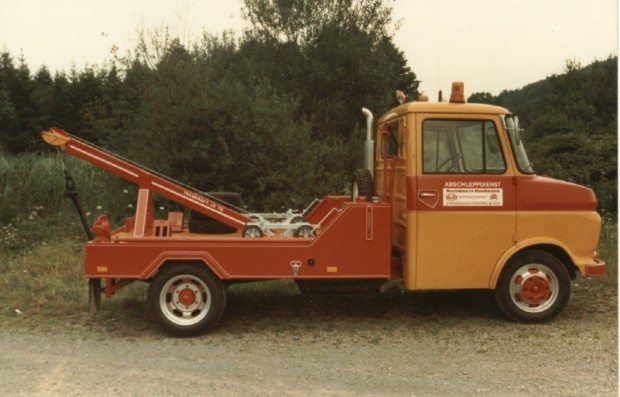
Opel Blitz Tow Truck Early 80s (Build: Kaufmann Zweibrücken, Germany)
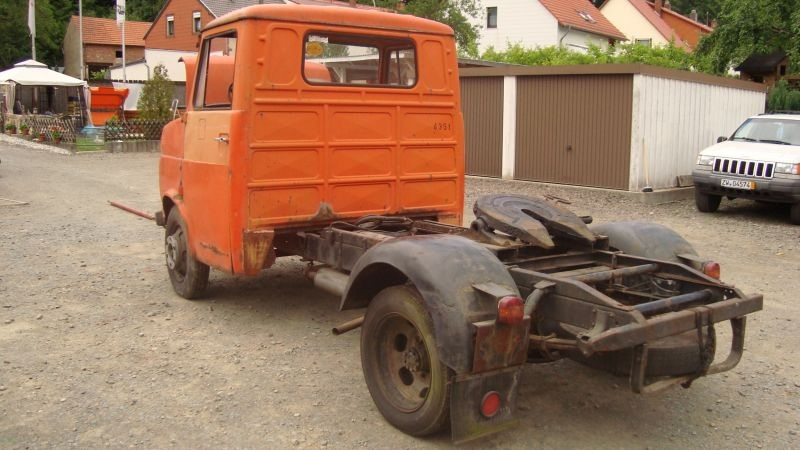
Opel Blitz Rig Truck
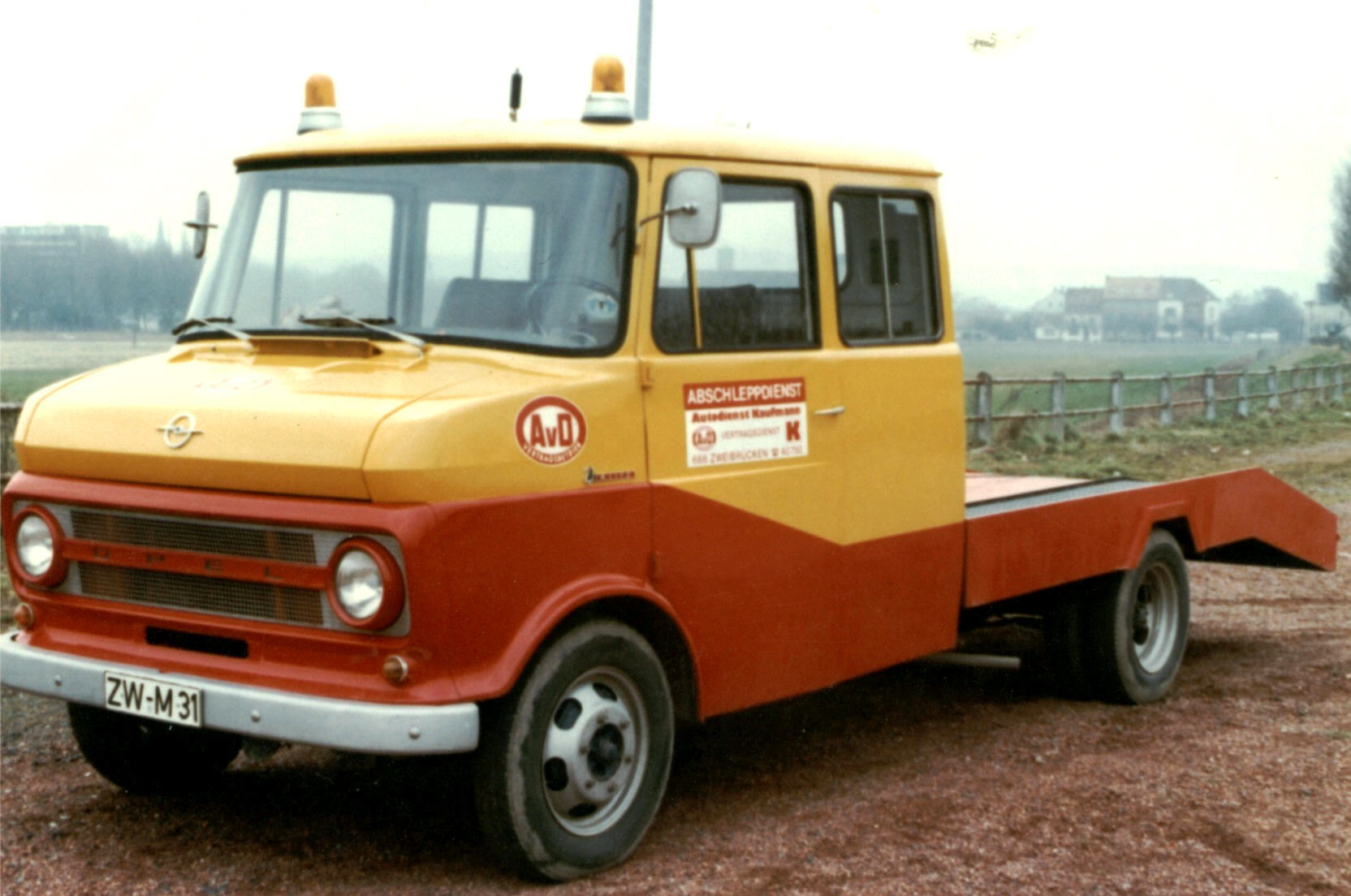
Opel Blitz Double Cab Tow Truck Early 80s (Build: Kaufmann Zweibrücken, Germany)
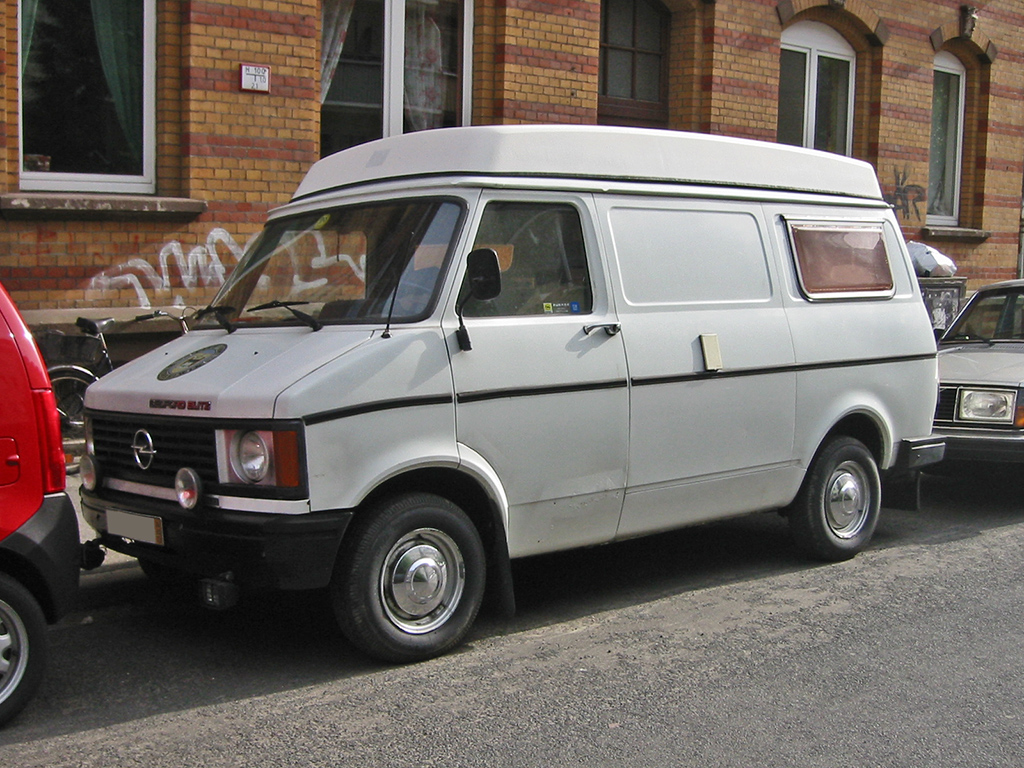
1980 Bedford Blitz
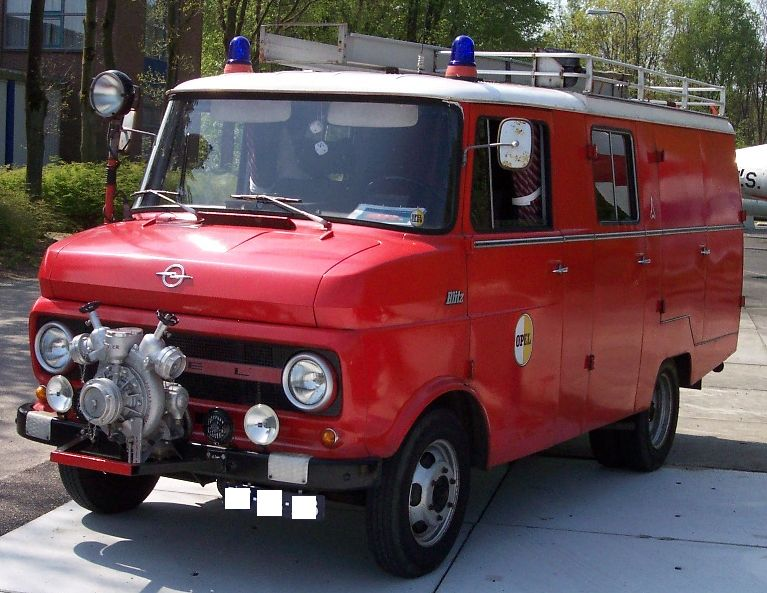
Late Model Opel Blitz B Fire Truck